# Uramita
Uramita – miasto w Kolumbii, w departamencie Antioquia.